# Acrocercops tricyma
Acrocercops tricyma là một loài bướm đêm trong họ Gracillariidae. Chúng sinh sống ở Ấn Độ (Bihar, Meghalaya) và Madagascar.
Ấu trùng ăn loài Blumea, bao gồm Blumea balsamifera và Blumea lacera. 